# Lintalampi
Lintalampi är en sjö i kommunen Juga i landskapet Norra Karelen i Finland. Den är 7,7 meter djup. Arean är 36 hektar och strandlinjen är 3,14 kilometer lång. Sjön  ingår i Vuoksens huvudavrinningsområde.   Den ligger omkring 57 kilometer norr om Joensuu och omkring 410 kilometer nordöst om Helsingfors. 